# Мартін Кольрозер
Мартін Максиміліан Кольрозер (нім. Martin Maximilian Kohlroser; 8 січня 1905 — 14 листопада 1967, Мюнхен) — офіцер військ СС, оберфюрер СС. Кавалер Німецького хреста в золоті.

## Біографія
1 грудня 1930 року вступив у НСДАП (партійний квиток №371 577), згодом — у СС (№3 149). В 1933-1941 роках служив у «Лейбштандарті», з грудня 1937 року — командир 1-го штурмбанну.
Учасник Польської і Французької кампаній. З 5 липня 1941 по березень 1942 року — командир 7-го піхотного полку СС у складі бойової групи «Норд» на радянсько-німецькому фронті. Потім був командиром 21-го моторизованого полку СС 10-ї танкової дивізії СС «Фрундсберг». З 2 листопада 1944 до 8 травня 1945 року — командир добровольчої бригади СС «Ландшторм Недерланд» (з 10 лютого 1945 року — 34-та добровольча гренадерська дивізія СС «Ландшторм Недерланд») і, одночасно, командувач військами СС в Нідерландах (зі штаб-квартирою в Гаазі).

## Звання
- Анвертер СС (1 червня 1930)
- Шарфюрер СС (15 вересня 1930)
- Обершарфюрер СС (12 лютого 1931)
- Штурмфюрер СС (19 січня 1932)
- Оберштурмфюрер СС (5 липня 1933)
- Штурмгауптфюрер СС (12 вересня 1933)
- Штурмбаннфюрер СС (1 жовтня 1933)
- Оберштурмбаннфюрер СС (4 липня 1934)
- Штандартенфюрер СС (9 листопада 1941)
- Оберфюрер СС (9 листопада 1944)

## Нагороди
- Орден крові (9 листопада 1933)
- Почесний кут старих бійців
- Кільце «Мертва голова»
- Почесна шпага рейхсфюрера СС
- Німецький Олімпійський знак 2-го класу
- Німецький кінний знак в сріблі
- Спортивний знак СА в бронзі
- Медаль «У пам'ять 13 березня 1938 року»
- Медаль «У пам'ять 1 жовтня 1938 року» із застібкою «Празький град»
- Залізний хрест
  - 2-го класу (18 вересня 1939)
  - 1-го класу (26 вересня 1939)
- Орден Хреста Свободи 2-го класу з мечами (Фінляндія; 1 грудня 1941)
- Німецький хрест в золоті (2 травня 1942)
- Медаль «За зимову кампанію на Сході 1941/42» (1942)
- Орден Корони Італії, офіцерський хрест (1944)